# Lietuvos Lyga 1939-1940
L'edizione 1939-1940 della Lietuvos Lyga fu la 19ª del massimo campionato di calcio lituano; il campionato non fu portato a termine. 

## Formula
Inizialmente disputato in un girone unico, il campionato fu interrotto al termine del girone d'andata (fase autunnale). In seguito fu ripreso in primavera e disputato in gironi divisi su base regionale, ma anche questa seconda fase non fu portata a termine.

## Fase autunnale

### Classifica finale
| Pos. | Squadra          | Pt | G | V | N | P | GF | GS | DR  |
| ---- | ---------------- | -- | - | - | - | - | -- | -- | --- |
| 1.   | LGSF Kaunas      | 12 | 7 | 5 | 2 | 0 | 22 | 4  | +18 |
| 2.   | Tauras Kaunas    | 9  | 7 | 4 | 1 | 2 | 16 | 10 | +6  |
| 3.   | LFLS Kaunas      | 8  | 6 | 4 | 0 | 2 | 19 | 11 | +8  |
| 4.   | CJSO Kaunas      | 8  | 7 | 4 | 0 | 3 | 11 | 7  | +4  |
| 5.   | MSK Kaunas       | 7  | 7 | 3 | 1 | 3 | 8  | 10 | -2  |
| 6.   | KSS Telšiai      | 5  | 6 | 2 | 1 | 3 | 3  | 10 | -7  |
| 7.   | Sakalas Šiauliai | 4  | 7 | 2 | 0 | 5 | 6  | 17 | -11 |
| 8.   | Kovas Kaunas     | 1  | 7 | 0 | 1 | 6 | 8  | 24 | -16 |

## Prima fase

### Girone di Kaunas
| Pos. | Squadra       | Pt | G  | V | N | P | GF | GS | DR  |
| ---- | ------------- | -- | -- | - | - | - | -- | -- | --- |
| 1    | LFLS Kaunas   | 8  | 13 | 5 | 3 | 0 | 20 | 3  | +17 |
| 2    | Tauras Kaunas | 8  | 11 | 4 | 3 | 1 | 22 | 13 | +9  |
| 3    | LFLS Kaunas   | 8  | 8  | 3 | 2 | 3 | 25 | 17 | +8  |
| 4    | MSK Kaunas    | 8  | 5  | 2 | 1 | 5 | 10 | 24 | -14 |
| 5    | Kovas Kaunas  | 8  | 4  | 1 | 1 | 6 | 12 | 32 | -20 |

### Girone di Samogizia
| Pos. | Squadra          | Pt | G | V | N | P | GF | GS | DR  |
| ---- | ---------------- | -- | - | - | - | - | -- | -- | --- |
| 1    | Sakalas Šiauliai | 4  | 8 | 4 | 0 | 0 | 13 | 3  | +10 |
| 2    | KSS Telsiai      | 4  | 6 | 3 | 0 | 1 | 22 | 4  | +18 |
| 3    | Zinia Siauliai   | 4  | 3 | 1 | 1 | 2 | 7  | 7  | +0  |
| 4    | Makabi Siauliai  | 4  | 3 | 1 | 1 | 2 | 5  | 18 | -13 |
| 5    | Dziugas Telsiai  | 4  | 0 | 0 | 0 | 4 | 1  | 16 | -15 |

### Girone di Ukmergė
Non sono noti i risultati.

### Girone di Panevėžys
Non sono noti i risultati.

### Girone di Marijampolė
Non sono noti i risultati.